# Кут (Алба)
Кут (рум. Cut) насеље је у Румунији у округу Алба у општини Кут. Општина се налази на надморској висини од 290 m.

## Становништво
Према подацима из 2002. године у насељу је живело 1254 становника, од којих су сви румунске националности.